# 梅林站 (中国大陆)
梅林站位于江西省丰城市梅林镇，南昌铁路局南昌车务段下辖三等站。车站建于1959年，1995年停办客运业务:1432，目前仅办理整车和专用线货运业务，设有通往国能丰城电厂、丰城南方水泥和江西煤业集团尚庄煤矿的专用线。丰城电厂另设有通往沪昆铁路拖船埠站的专用线。